# Sofian Chakla
Soufiane "Sofian" Chakla (Kenitra, 2 de setembre de 1993) és un futbolista professional marroquí que juga com a defensa central al Sabah FK de l'Azerbaidjan.

## Carrera de club
Nascut a Kenitra, Chakla va anar a viure a Espanya a vuit anys, i va ingressar al planter del Màlaga CF el 2010. Va debutar com a sènior amb l'Atlético Malagueño el 2012, a Tercera Divisió.
El 27 de gener de 2014, Chakla va rescindir el seu contracte, i va fitxar pel Real Betis B de la mateixa categoria. L'11 de juliol va fitxar pel club hongarès Videoton FC.
Chakla va debutar com a professional el 2 de novembre de 2014, jugant com a titular en una victòria per 1–0 a casa contra el Budapest Honvéd FC. De tota manera, només va jugar sis partits durant la temporada 2014–15, i va haver de deixar l'equip en acabar.
El 23 de setembre de 2015, després de fallar un intent de fitxatge amb l'Sporting de Gijón, Chakla va fitxar pel La Roda CF de Segona Divisió B. El següent 25 d'agost va fitxar pel CD El Ejido 2012 de la mateixa categoria.
El 31 de maig de 2017, Chakla va fitxar per la UD Almería B de tercera, principalment com a substitut del lesionat Igor Engonga. El 16 de juliol de l'any següent, després d'haver ajudat els andalusos en el seu ascens, va fitxar per la UD Melilla amb un contracte de 2+1.
El 17 de juliol de 2019, Chakla va fitxar pel Vila-real CF; inicialment assignat al Vila-real CF B de Segona B, fou definitivament promogut al primer equip el 27 de gener de 2020. Va debutar a La Liga el 19 de juny, com a titular en una victòria per 0-1 a fora contra el Granada CF.